# Luc-sur-Mer
Luc-sur-Mer (Ausspracheⓘ) ist eine französische Gemeinde mit 3295 Einwohnern (Stand: 1. Januar 2022) im Département Calvados in der Region Normandie. Sie gehört zum Arrondissement Caen und zum Kanton Courseulles-sur-Mer. Die Einwohner werden Lutins genannt.

## Geografie
Luc-sur-Mer liegt als Seebad am Ärmelkanal. Umgeben wird Luc-sur-Mer von den Nachbargemeinden Lion-sur-Mer im Osten und Südosten, Cresserons im Süden, Douvres-la-Délivrande im Südosten sowie Langrune-sur-Mer im Westen und Nordwesten.
Durch die Gemeinde führt die frühere Route nationale 814 (heutige D514).

## Geschichte
1936 wurde eine Nekropole der Merowingerzeit entdeckt.
Bei der Operation Neptune, der Landung der alliierten Truppen in der Normandie am 6. Juni 1944, lag die Côte de Nacre, der Strand bei Luc-sur-Mer, im Abschnitt Sword. Luc-sur-Mer wurde am folgenden Tag von britischen Soldaten des 41 (Royal Marine) Commando der Royal Marines mit Unterstützung kanadischer Einheiten eingenommen.
| Jahr                       | 1793 | 1836  | 1876  | 1926  | 1946  | 1968  | 1990  | 2008  | 2016  |
| Einwohner                  | 960  | 2.007 | 1.468 | 1.185 | 2.582 | 1.976 | 2.902 | 3.172 | 3.182 |
| Quelle: Cassini, und INSEE |      |       |       |       |       |       |       |       |       |

## Sehenswürdigkeiten
- Kirche Saint-Quentin aus dem 19. Jahrhundert, daneben freistehender Glockenturm aus dem 12. Jahrhundert, der seit 1886 als Monument historique klassifiziert ist[3]
- Friedhofs-Steinkreuz aus dem 17. Jahrhundert, seit 1907 Monument historique[4]
- Menhir „Pierre de Luc“
- Alter Bahnhof
- Kino Le Drakkar von 1931
- Klippen von Luc-sur-Mer
- Zoologische Station

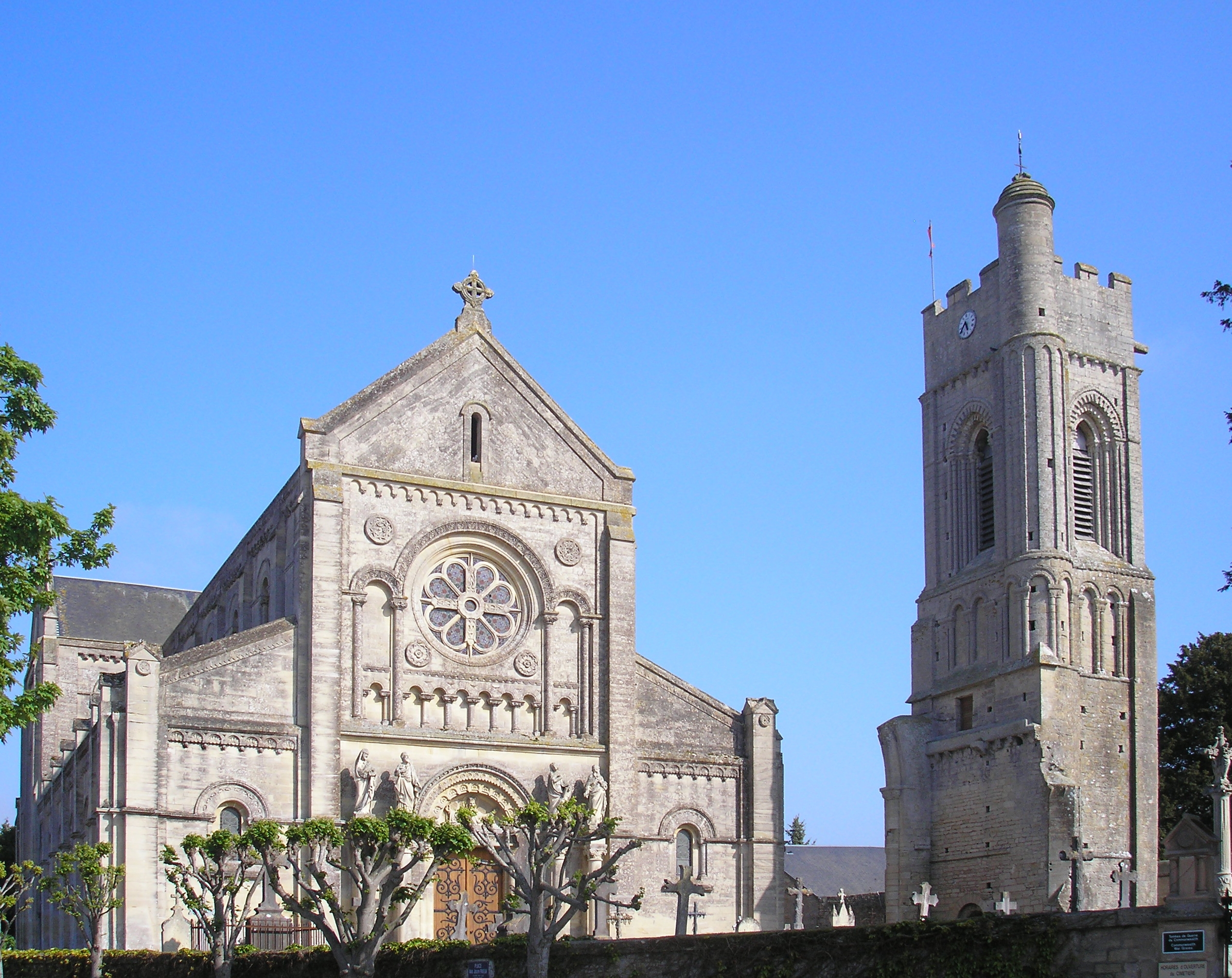
Kirche Saint-Quentin mit Glockenturm
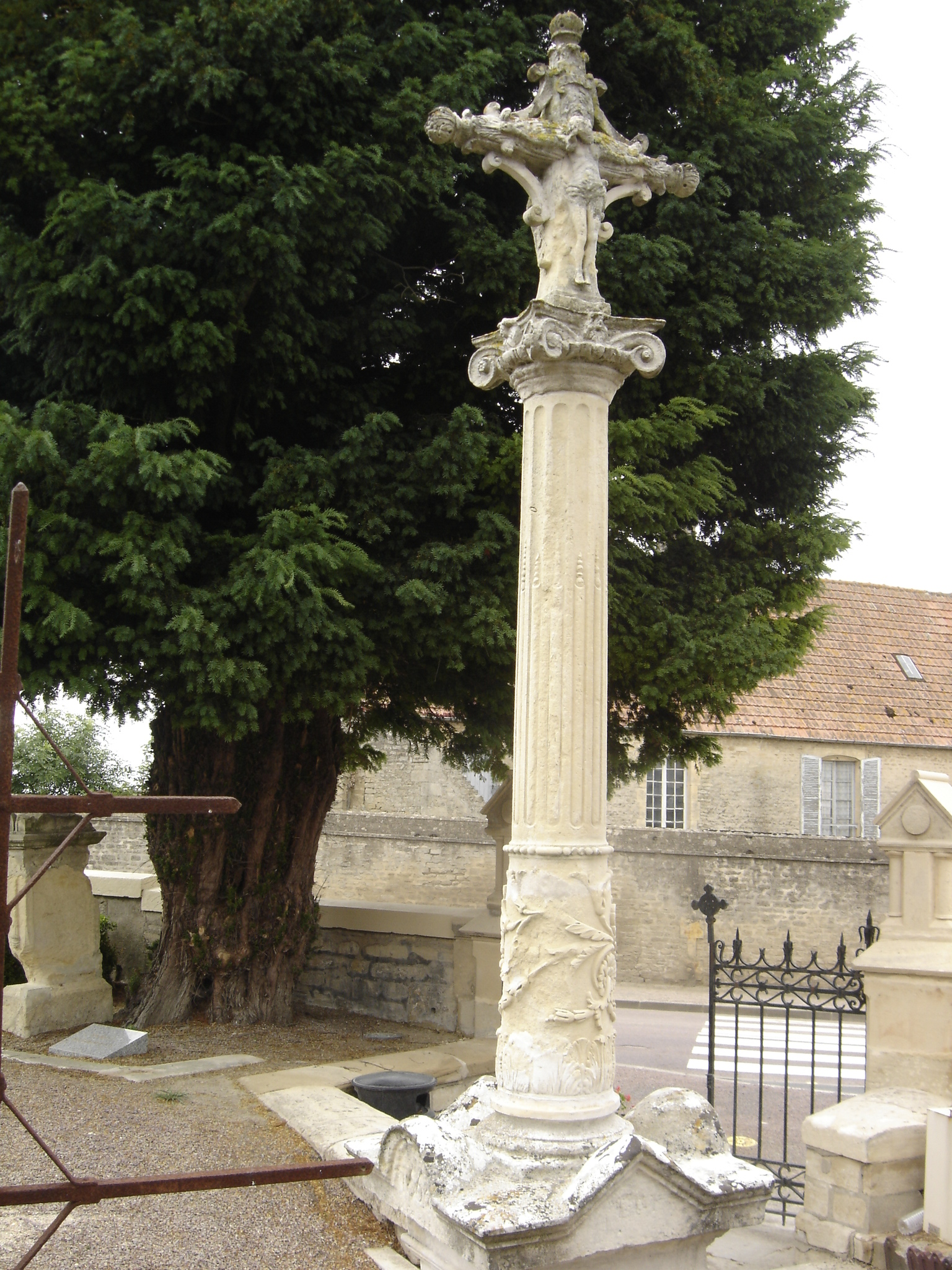
Friedhofs-Steinkreuz
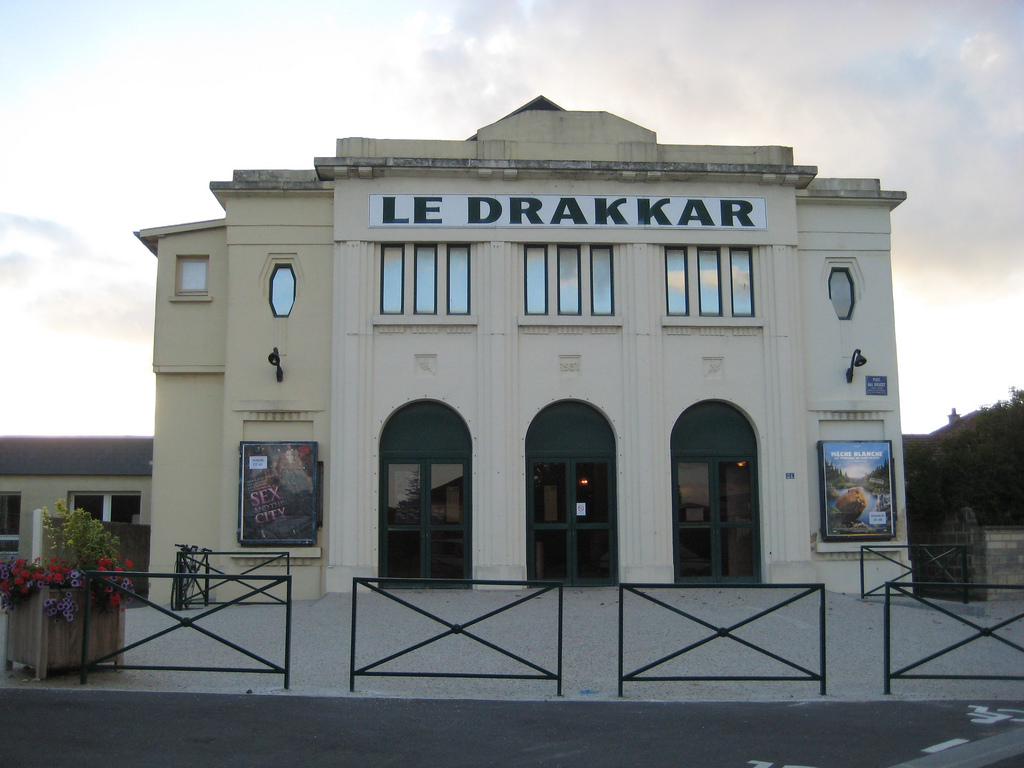
Kino Le Drakkar
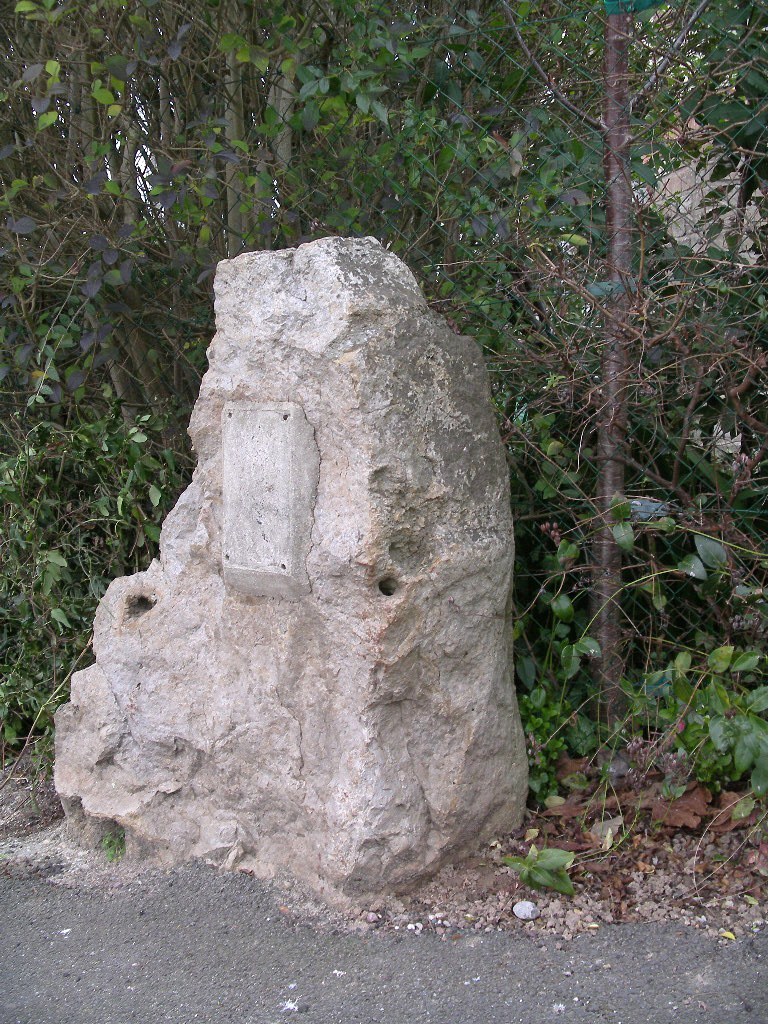
Menhir „Pierre de Luc“

## Gemeindepartnerschaften
Luc-sur-Mer unterhält mit der britischen Gemeinde Mildenhall in Suffolk (England) seit 1993 und mit der deutschen Gemeinde Frickenhausen am Main seit 1998 eine Gemeindepartnerschaft.

## Persönlichkeiten
- Serge Aubey (* 1953), Radrennfahrer
- Aurélien Wiik (* 1980), Schauspieler